# Asteroide di tipo M
Gli asteroidi di tipo M sono quelli che come componenti hanno quasi totalmente metalli, ferro e nichel per la precisione. Sono i più luminosi, con un'albedo che varia da 0,1 a 0,18.

## Caratteristiche
Essi sono numericamente i più rari e si pensa che siano i resti di antichi nuclei di corpi celesti che al tempo della formazione del Sistema Solare erano abbastanza grandi da generare il calore necessario per fondere il proprio materiale e far precipitare verso il centro quelli più pesanti e far galleggiare i più leggeri come rocce e silicati. Successivamente raffreddandosi in minor tempo degli oggetti più grandi non ebbero la possibilità di differenziarsi molto ed a causa delle frequenti collisioni che avvenivano in quel periodo i resti di alcuni di loro mostravano solamente il materiale metallico del nucleo.
16 Psyche è l'asteroide più rappresentativo appartenente a questo tipo. Scoperto nel 1852 da Annibale de Gasparis misura 250 km di diametro, appartiene alla fascia principale ed è composto quasi esclusivamente di nichel e ferro.